# Trochospongilla
Trochospongilla is een geslacht van sponsdieren uit de familie van de Spongillidae.

## Soorten
- Trochospongilla amazonica (Weltner, 1895)
- Trochospongilla delicata Bonetto & Ezcurra de Drago, 1967
- Trochospongilla gregaria (Bowerbank, 1863)
- Trochospongilla horrida Weltner, 1893
- Trochospongilla lanzamirandai Bonetto & Ezcurra de Drago, 1964
- Trochospongilla latouchiana Annandale, 1907
- Trochospongilla leidii (Bowerbank, 1863)
- Trochospongilla minuta (Potts, 1881)
- Trochospongilla paulula (Bowerbank, 1863)
- Trochospongilla pennsylvanica (Potts, 1882)
- Trochospongilla petrophila Racek, 1969
- Trochospongilla philottiana Annandale, 1907
- Trochospongilla repens (Hinde, 1888)
- Trochospongilla singpuensis Cheng, 1991
- Trochospongilla tanganyikae Evans, 1899
- Trochospongilla tenuissima Bonetto & Ezcurra de Drago, 1970
- Trochospongilla variabilis Bonetto & Ezcurra de Drago, 1973